# Russische Chorgesellschaft
Die Russische Chorgesellschaft (russisch Русское хоровое общество / Russkoje chorowoje obschtschestwo, wiss. Transliteration Russkoe chorovoe obščestvo; Abk. russisch Р. Х. О. / R. Ch. O., wiss. Transliteration R. Ch. O.; engl. Russian Choral Society) war eine Vereinigung von Liebhabern der Chormusik in Moskau. Sie war von 1878 bis 1915 aktiv. Konstantin Karlowitsch Albrecht hatte die Gründung des Vereins initiiert.
Es waren bis zu 150 Personen im Chor. Die Russische Chorgesellschaft trat bei Konzerten der Russischen Musikgesellschaft auf und organisierte jedes Jahr ihre eigenen Konzerte. Das Repertoire des Chores konzentrierte sich auf A-cappella-Gesang. Meist wurden Werke russischer Komponisten gesungen: Peter Tschaikowski, A. G. Rubinstein, N. A. Rimski-Korsakow, César Cui, Eduard Nápravník, S. I. Tanejew, A. S. Arenski, A. T. Gretschaninow, M. M. Ippolitow-Iwanow, A. N. Koreschtschenko, N. N. Tscherepnin; aus Opern von M. I. Glinka, A. S. Dargomyschski, A. N. Serow, A. P. Borodin. Einige Werke wurden von ihr zum ersten Mal aufgeführt.
Ab 1881 gab es im Rahmen der Russischen Chorgesellschaft allgemein zugängliche Chorklassen (unter der Leitung von W. P. Woidenow (1852–1904)), die Lehrer für Chorgesang ausbildeten und eine musikalische Grundausbildung. Von 1882 bis 1888 war eine geistliche Kapelle unter der Leitung von W. S. Orlow (1857–1907) tätig.
Der erste Dirigent der Gesellschaft war Albrecht, nach ihm waren dies: Arenski, Ippolitow-Iwanow, W. I. Safonow, S. N. Wassilenko, N. S. Golowanow. Signifikante Unterstützung für die Russische Chorgesellschaft leisteten die Komponisten Tschaikowski, N. G. Rubinstein und Tanejew. Die Gesellschaft veröffentlichte auch Chorliteratur.
Zwischen 1894 und 1898 hatten das Moskauer Konservatorium und die Russische Chorgesellschaft ihren Sitz am Puschkin-Museum.

Zum russischen Konzertleben zur Zeit des 25-jährigen Bestehens der Russischen Chorgesellschaft wurde in der deutschen Zeitschrift Die Musik (Bernhard Schuster, Hrsg.) angemerkt, dass die Konzert-Institute trotz der Unruhen des Krieges und des sozialen Kampfes den angegebenen Spielplan innehielten: 

„MOSKAU: […] Die Russische Chorgesellschaft konnte auf 25 Jahre ihres Bestehens zurückblicken und veranstaltete bei dieser Gelegenheit ein Festkonzert unter Safonoff. Im selben Konzert spielte das Künstlerpaar Lhevinne (Klavier). […]“